# Trichoblemma major
Trichoblemma major är en fjärilsart som beskrevs av Walter Karl Johann Roepke 1938. Trichoblemma major ingår i släktet Trichoblemma och familjen nattflyn. Inga underarter finns listade i Catalogue of Life.